# Provaglio Val Sabbia
Provaglio Val Sabbia ist eine norditalienische Gemeinde (comune) mit 860 Einwohnern (Stand 31. Dezember 2023) im Val Sabbia der Provinz Brescia in der Lombardei. Die Gemeinde liegt etwa 23 Kilometer nordöstlich von Brescia im Val Sabbia und gehört zur Comunità Montana della Valle Sabbia.